# قنطيون شبه مسنن الحوافي
قنطيون شبه مسنن الحوافي (الاسم العلمي:Canthium suberosum) هو نوع من النباتات يتبع جنس القنطيون من الفصيلة الفوية.